# La Salut de la Moixina
La Capella de Nostra Senyora de la Salut és una obra del municipi d'Olot protegida com a bé cultural d'interès local.

## Descripció
Es tracta d'una petita esglesiona d'una sola nau, capçalera quadrada i teulat a dues aigües. Té un petit campanar de cadireta damunt la façana principal.

## Història
La seva existència és deguda a l'empenta del rector de la parròquia de Sant Esteve d'Olot Mossèn Joan Delgar:
| « | ...qui vegent que molts dels habitants del vehinat de las Deus, després del treball y fatiga de tot lo dia, se donaven la pena de fer mitja hora de camí al acabar el jornal per anar á la parròquia pera fer les devocions. | » |

El rector va acordar de construir-hi una capella i les obres començaren el 27 de setembre de 1883. Narcís Conill va fer donació dels terrenys i els veïns contribuïren amb les almoines i amb el treball. El 15 d'octubre de 1884 la capella va quedar llesta per estrenar-se.
Els documents diuen que "fou cap feyner y empresari Josep Carré de Ridaura".
Va ser restaurada l'any 1942 degut a les destrosses que s'hi efectuaren durant la guerra civil. L'any 1984 va caldre fer una nova restauració. Se'n va encarregar la parròquia de Les Fonts i degut a la vinculació que la capella té dins la creativitat artística d'alguns pintors olotins, es va demanar a tots aquells artistes que poguessin, de fer una donació d'una obra, per tal de fer una exposició i reunir diners per l'arranjament dels teulats i pintats de la capella.